# Podolec
 Podolec  falu Horvátországban Zágráb megyében. Közigazgatásilag Vrbovechez tartozik.

## Fekvése
Zágrábtól 38 km-re, községközpontjától 4 km-re északkeletre fekszik.

## Története
1788-ban egy Podolica nevű birtokot említenek a falu helyén. A települést 1905-ben a korábbi urasági földeket megvásároló zagorjei betelepülők alapították. Mai nevét a II. világháború után kapta.
A falunak 1910-ben 137 lakosa volt. Trianonig Belovár-Kőrös vármegye Kőrösi járásához tartozott. 2001-ben 116 lakosa volt.

## Lakosság
| Lakosság változása | Lakosság változása | Lakosság változása | Lakosság változása | Lakosság változása | Lakosság változása | Lakosság változása | Lakosság változása | Lakosság változása | Lakosság változása | Lakosság változása | Lakosság változása | Lakosság változása | Lakosság változása | Lakosság változása |
| ------------------ | ------------------ | ------------------ | ------------------ | ------------------ | ------------------ | ------------------ | ------------------ | ------------------ | ------------------ | ------------------ | ------------------ | ------------------ | ------------------ | ------------------ |
| 1857               | 1869               | 1880               | 1890               | 1900               | 1910               | 1921               | 1931               | 1948               | 1953               | 1961               | 1971               | 1981               | 1991               | 2001               |
| 0                  | 0                  | 0                  | 0                  | 0                  | 137                | 89                 | 98                 | 78                 | 85                 | 78                 | 77                 | 78                 | 88                 | 116                |

## Külső hivatkozások
Vrbovec város hivatalos oldala